# Kandukur
Kandukur es una ciudad y  municipio situada en el distrito de Prakasam en el estado de Andhra Pradesh (India). Su población es de 57 246 habitantes (2011). Se encuentra a 182 km de Vijayawada y a 321 km de Hyderabad. 

## Demografía
Según el censo de 2011 la población de Kandukur era de 57 246 habitantes, de los cuales 28 644 eran hombres y 28 692  eran mujeres. Kandukur tiene una tasa media de alfabetización del 74,84%, superior a la media estatal del 67,02%: la alfabetización masculina es del 82,02%, y la alfabetización femenina del 67,69%.